# Porec Trophy
O Porec Trophy (oficialmente: Porec Trophy-Trofej Porec; em croata: Trofej Porec; também chamado Trofej Plava Laguna, G. P. Istria, G.P. Umag ou Trophy Riviera dependendo onde se disputasse) é uma corrida ciclista profissional de um dia croata que se disputa em Porec (condado de Ístria) e seus arredores no final do mês de fevereiro ou inícios do mês de março.
Inicialmente foram 5 troféus independentes, inclusive no 2002 foram 6, que se começaram a disputar no ano 2000. No 2003 reduziu-se a 4 troféus e desde o 2004 ano só se disputa 1. Todos foram de categoria 1.5 (última categoria do profissionalismo). Desde a criação dos Circuitos Continentais da UCI em 2005 o único Porec Trophy que se disputa faz parte do UCI Europe Tour, dentro da categoria 1.2 (última categoria do profissionalismo). Em 2013 introduziu-se o Umag Trophy (oficialmente: Trofej Umag-Umag Trophy) dentro da mesma categoria que o Porec Trophy e se disputando 4 dias antes.

## Palmarés

### Palmarés dos troféus

#### Porec Trophy 1
| Ano                                  | Vencedor            | Segundo                | Terceiro                |
| ------------------------------------ | ------------------- | ---------------------- | ----------------------- |
| G.P. Umag 1                          |                     |                        |                         |
| 2000                                 | Endrio Leoni        | John den Braber        | Crescenzo D'Amore       |
| Trophy Riviera 1                     |                     |                        |                         |
| 2001                                 | Vladimir Miholjević | Morten Pedersen        | Dean Podgornik          |
| Trofej Porec 1-Trofej Plava Laguna 1 |                     |                        |                         |
| 2002                                 | Volodymyr Bileka    | Luigi Giambelli        | Boštjan Mervar          |
| 2003                                 | Angelo Ciccone      | Radoslav Rogina        | Michele Maccanti        |
| Poreč Trophy                         |                     |                        |                         |
| 2004                                 | Matej Stare         | Gábor Arany            | Stefan Schumacher       |
| 2005                                 | Jochen Summer       | Borut Božič            | František Raboň         |
| Poreč Trophy-Trofej Porec            |                     |                        |                         |
| 2006                                 | Simon Špilak        | Matej Stare            | Borut Božič             |
| Poreč Trophy                         |                     |                        |                         |
| 2007                                 | Marko Kump          | Grega Bole             | Ivan Fanelli            |
| Poreč Trophy-Trofej Porec            |                     |                        |                         |
| 2008                                 | Aldo Ino Ilešič     | Alexander Kristoff     | Marko Kump              |
| 2009                                 | Ole Haavardsholm    | Sergey Kolesnikov      | Hrvoje Miholjević       |
| Trofej Porec-Poreč Trophy            |                     |                        |                         |
| 2010                                 | Matej Gnezda        | Radoslav Rogina        | Matej Stare             |
| 2011                                 | Blaž Jarc           | Marco Haller           | Jure Zrimšek            |
| 2012                                 | Matej Mugerli       | Matej Gnezda           | Luka Mezgec             |
| 2013                                 | Matej Mugerli       | Riccardo Zoidl         | Marco Benfatto          |
| 2014                                 | Maksym Averin       | Daniel Biedermann      | Matej Mugerli           |
| 2015                                 | Marko Kump          | Erik Baška             | Maksym Averin           |
| 2016                                 | Matej Mugerli       | Jan Tratnik            | Daniel Auer             |
| 2017                                 | Matej Mugerli       | Russell Downing        | Ian Bibby               |
| 2018                                 | Emīls Liepiņš       | Asbjørn Kragh Andersen | Dušan Rajović           |
| 2019                                 | Fabian Lienhard     | Patrick Gamper         | Florian Stork           |
| 2020                                 | Olav Kooij          | Gašper Katrašnik       | Tilen Finkšt            |
| 2021                                 | Filippo Fiorelli    | Enrique Sanz           | Tilen Finkšt            |
| 2022                                 | Dušan Rajović       | Matevž Govekar         | Viktor Potočki          |
| 2023                                 | Patryk Stosz        | Adam Toupalik          | Thibaud Gruel           |
| 2024                                 | Matthew Brennan     | Lorenzo Conforti       | Rasmus Søjberg Pedersen |
| 2025                                 | Matteo Milan        | Patryk Stosz           | Paul Wright             |

#### Porec Trophy 2
| Ano                                  | Ganhador          | Segundo          | Terceiro          |
| ------------------------------------ | ----------------- | ---------------- | ----------------- |
| G.P. Umag 2                          |                   |                  |                   |
| 2000                                 | Endrio Leoni      | Kevin Hulsman    | Raffaele Bosi     |
| Trophy Riviera 2                     |                   |                  |                   |
| 2001                                 | Zoran Klemenčič   | Milan Erzen      | Arno Kaspret      |
| Trofej Porec 2-Trofej Plava Laguna 1 |                   |                  |                   |
| 2002                                 | Yaroslav Popovych | Volodymyr Bileka | Michal Precechtel |
| 2003                                 | Boštjan Mervar    | Serguéi Lagutín  | Dean Podgornik    |

#### Porec Trophy 3
| Ano              | Ganhador         | Segundo           | Terceiro       |
| ---------------- | ---------------- | ----------------- | -------------- |
| G.P. Umag 3      |                  |                   |                |
| 2000             | Flavio Zandarin  | Michael Skelde    | Rajko Petek    |
| Trophy Riviera 3 |                  |                   |                |
| 2001             | Andrus Aug       | Jan Bratkowski    | Arno Kaspret   |
| GP Istria 3      |                  |                   |                |
| 2002             | Boštjan Mervar   | Yaroslav Popovych | Oscar Cavagnis |
| 2003             | Aleksej Ščebelin | Olham Kelner      | Kristjan Fajt  |

#### Porec Trophy 4
| Ano              | Ganhador        | Segundo        | Terceiro          |
| ---------------- | --------------- | -------------- | ----------------- |
| G.P. Umag 4      |                 |                |                   |
| 2000             | Martin Hvastija | Nicki Sørensen | Danny Jonasson    |
| Trophy Riviera 4 |                 |                |                   |
| 2001             | Jan Bratkowski  | Branko Filip   | Oleksandr Fedenko |
| GP Istria 4      |                 |                |                   |
| 2002             | Andrus Aug      | Allan Davis    | Michal Precechtel |
| 2003             | Jeremy Yates    | Thomas Dekker  | Boštjan Mervar    |

#### Porec Trophy 5
| Ano                                  | Ganhador          | Segundo        | Terceiro       |
| ------------------------------------ | ----------------- | -------------- | -------------- |
| G.P. Umag 5                          |                   |                |                |
| 2000                                 | Tomáš Konečný     | Danny Jonasson | Igor Kranjek   |
| Trophy Riviera 5                     |                   |                |                |
| 2001                                 | Lubor Tesar       | Martin Derganc | Arno Kaspret   |
| Trofej Porec 3-Trofej Plava Laguna 3 |                   |                |                |
| 2002                                 | Hrvoje Miholjević | Jacob Nielsen  | Boštjan Mervar |

#### Porec Trophy 6
| Ano  | Ganhador         | Segundo      | Terceiro    |
| ---- | ---------------- | ------------ | ----------- |
| 2002 | Fraser MacMaster | Adam Wadecki | Jindrich Vã |

#### Trofej Umag-Umag Trophy
| Ano  | Vencedor               | Segundo         | Terceiro          |
| ---- | ---------------------- | --------------- | ----------------- |
| 2013 | Aljaž Hočevar          | Oscar Landa     | Gernot Auer       |
| 2014 | Matej Mugerli          | Matija Kvasina  | Davide Mucelli    |
| 2015 | Marko Kump             | Maksym Averin   | Sergey Nikolaev   |
| 2016 | Jonas Bokeloh          | Mamyr Stash     | Filippo Fortin    |
| 2017 | Rok Korošec            | Filippo Fortin  | Alex Frame        |
| 2018 | Krister Hagen          | Tom Baylis      | Dušan Rajović     |
| 2019 | Alois Kaňkovský        | Andrea Guardini | Olav Hjemsæter    |
| 2020 | Olav Kooij             | Marko Kump      | Niklas Märkl      |
| 2021 | Jakub Mareczko         | Filippo Fortin  | Tomáš Bárta       |
| 2022 | Daniel Auer            | Tomáš Bárta     | Dušan Rajović     |
| 2023 | Adam Toupalik          | Jan Christen    | Darren van Bekkum |
| 2024 | Matthew Brennan        | Noa Isidore     | Jakub Mareczko    |
| 2025 | Matthias Schwarzbacher | Filippo Fortin  | Tobiasz Pawlak    |

## Palmarés por países

### Palmarés dos troféus por países
| País          | Vitórias |
| ------------- | -------- |
| Eslovênia     | 10       |
| Itália        | 3        |
| Ucrânia       | 2        |
| Croácia       | 1        |
| Áustria       | 1        |
| Noruega       | 1        |
| Letônia       | 1        |
| Suíça         | 1        |
| Países Baixos | 1        |

| País      | Vitórias |
| --------- | -------- |
| Ucrânia   | 2        |
| Itália    | 1        |
| Eslovênia | 1        |

| País      | Vitórias |
| --------- | -------- |
| Itália    | 1        |
| Estónia   | 1        |
| Eslovênia | 1        |
| Rússia    | 1        |

| País      | Vitórias |
| --------- | -------- |
| Eslovênia | 1        |
| Alemanha  | 1        |
| Estónia   | 1        |
| Austrália | 1        |

| País    | Vitórias |
| ------- | -------- |
| Chéquia | 2        |
| Croácia | 1        |

| País          | Vitórias |
| ------------- | -------- |
| Nova Zelândia | 1        |

|  |

#### Trofej Umag-Umag Trophy
| País          | Vitórias |
| ------------- | -------- |
| Eslovênia     | 4        |
| Alemanha      | 1        |
| Noruega       | 1        |
| Chéquia       | 1        |
| Países Baixos | 1        |
| Itália        | 1        |

## Estatísticas
| Corredor       | Vitórias |
| -------------- | -------- |
| Matej Mugerli  | 4        |
| Endrio Leoni   | 2        |
| Boštjan Mervar | 2        |

| País          | Vitórias |
| ------------- | -------- |
| Alemanha      | 1        |
| Austrália     | 1        |
| Áustria       | 1        |
| Croácia       | 1        |
| Eslovênia     | 14       |
| Estónia       | 2        |
| Itália        | 6        |
| Letônia       | 1        |
| Noruega       | 2        |
| Nova Zelândia | 1        |
| Chéquia       | 3        |
| Rússia        | 1        |
| Suíça         | 1        |
| Ucrânia       | 4        |